# Йосиф Фердинанд Тосканський

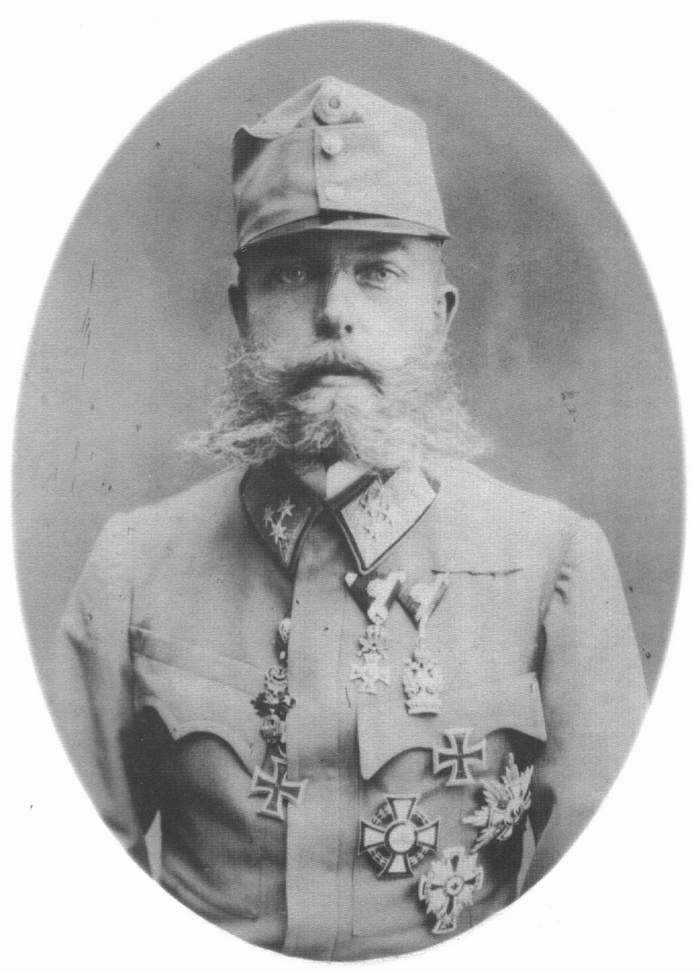
Йосип Фердінанд. Фото 1916 року.

Йосиф Фердинанд (нім. Joseph Ferdinand von Österreich-Toskana; 24 травня 1872 — 28 лютого 1942) — австрійський ерцгерцог, воєначальник, генерал-полковник.

## Біографія
Народився сім'ї герцога Тосканського Фердинанда IV. Був 2-м сином та 4-ю дитиною в сім'ї. Після кількох скандалів його старшого брата ерцгерцога Леопольда-Фердинанда виключили зі складу родини Габсбургів і він отримав ім'я Леопольда Вельфінга. Йосип Фердинанд став спадкоємцем, а потім і главою тосканської гілки Габсбургів.
Навчався у військовому реальному училищі. У 1892 році закінчив Терезіанську військову академію. Був випущений до Тірольського стрілецького полку. Служив у 93-му, 17-му, 59-му піхотному та 4-му Тірольському єгерському полках. У 1905—1908 роках командир 93-го піхотного полку, з жовтня 1908 року — 5-ї піхотної бригади, з січня 1911 — 3-ї піхотної дивізії в Лінці.
Захоплювався полюванням та повітроплаванням, здійснив кілька подорожей на повітряній кулі. В 1909 році він подолав відстань від своєї резиденції в Лінці до французького міста Дьєп за 16 годин.

### Перша світова війна
З початком війни призначений командиром XIV армійського корпусу генерала Р. Брудермана, що входив до складу 3-ї армії. Брав участь із ним у Галицькій битві. 30 вересня 1914 року призначений командувачем 4-ї армії після усунення з посади командувача Ауффенберга.
В 1915 командував армією в Зимовій битві в Карпатах і загальному літньому наступі германо-австрійських військ після Горлицького прориву, зокрема, в Люблін-Холмській операції 9 — 22 липня 1915 року У 1916 році отримав чин генерал-полковника.
Влітку 1916 року розбитий російською 8-ю армією генерала Каледіна під час Брусиловського наступу і відступив за річку Стир. Після цього знявся з посади командувача армії «за станом здоров'я». Передав армію генералу фон Надас.
Після вступу на престол імператора Карла I його призначено генерал-інспектором ВПС. 1918 року вийшов у відставку.

### Після війни
Після розпаду Австро-Угорської імперії жив в Австрії як звичайний громадянин, відмовився від будь-яких політичних та майнових претензій. 2 травня 1921 року одружився з Розою Кальтенбрунер. Після смерті першої дружини в 1928 році, 27 січня 1929 одружився з Гертрудою Томанек фон Беєрфельс-Мондзее, від якої у нього було двоє дітей, Клавдія і Максиміліан.
Після аншлюсу Австрії гітлерівською Німеччиною його заарештували. Спочатку жив під домашнім арештом, але потім відправлений до концтабору Дахау. Перебував там кілька місяців, після чого звільнений завдяки допомозі Альберта Герінга та заступництву Германа Герінга, з яким познайомився під час Першої світової війни. Помер 25 серпня 1942 року у Відні.